# Joseph de Mourcin
Joseph-Jean-Théophile de Mourcin de Meymy de la Nogarie, plus simplement Joseph de Mourcin, est un licencié en droit, helléniste, et archéologue français, ami, disciple et assistant du comte de Taillefer participant à ses recherches archéologiques dans le Périgord, né à Périgueux le 27 juin 1784, baptisé le 8 juillet 1784, et mort dans la même ville le 6 juin 1856 .

## Biographie

### Origine de la famille Mourcin
La famille Mourcin est originaire du lieu-dit Mourcinq, aux environs de Coursac. Une branche s'est établie à Périgueux. Sous Louis XIV, Pierre Moucin, bourgeois de Périgueux, est médecin, consul pour le quartier de l'Eguillery où il habitait, 28 rue de l'Eguillery. Il avait acheté, en 1668, le domaine de Chauffre. Jean Mourcin, sieur de Meymy, fils aîné de Pierre Mourcin, médecin de l'évêque Daniel de Francheville, marié en 1690 avec Marguerite Brachet, demoiselle du Piriaud, riche héritière de Razac qui lui a amené d'autres propriétés. Des onze enfants qu'ils ont eu, un seul a survécu, Pierre Mourcin, lui aussi médecin. Il a épousé en 1721 Louise Foulcon, fille d'un procureur, bien dotée, qui meurt 7 ans plus tard en lui laissant trois enfants. Il se remarie avec Marie-Marthe du Cheyron, fille de Jean-Jacques du Cheyron, seigneur de Palenque, qui lui amène des quartiers de noblesse. Huit enfants sont nés de son second mariage, dont quatre ont survécu. Il meurt en 1765. De tous ses enfants, il a choisi de faire de Jean-Théophile, l'aîné du second lit, son héritier universel. Sa veuve, Marie-Marthe du Cheyron a marié sa fille aînée avec un avocat, Joseph Tourtel du Pavillon, sieur de Moreau. Elle vit avec ses deux filles plus jeunes, Honorée et Marie-Marguerite (qui est aveugle), dans la maison Mourcin de la rue de l'Eguillery.

### Naissance de Joseph-Jean-Théophile de Mourcin
Jean-Théophile Mourcin se fait appeler Jean-Théophile de Mourcin. Il est encore célibataire à 50 ans et vit noblement, ce qui entraîne des embarras financiers et des poursuites. Le 27 juin 1784, une servante de la maison, Anne Boyre, met au monde un fils que Jean-Théophile de Mourcin le reconnaît. Il veut lui donner son nom et le faire déclarer légitime sans se marier. Il a été baptisé sous le nom de Joseph-Jean-Théophile de Mourcin dans la paroisse Saint-Hilaire de Périgueux le 8 juillet 1784, reconnu « fils naturel et légitime de Messire Jean-Théophile de Mourcin de Meymi, noble citoyain et privilégié de Périgueux, chevalier escuyer seigneur de Meymi et de Anne Boyre ». Son parrain est Joseph de Tourtel, sa marraine Marie-Marthe du Cheyron.
Jean-Théophile de Mourcin s'est finalement marié à Marie Tamarelle, demoiselle de Lagrave, le 1er juillet 1786. Il a deux filles jumelles, en juillet 1788, qui meurent quelques jours plus tard. Il meurt le 3 septembre 1790.

### Enfance et formation de Joseph-Jean-Théophile de Mourcin
On ne connaît pas grand chose sur la petite enfance de Joseph de Mourcin. Il est probable qu'il ait habité avec sa mère une maison appartenant à son père. Peut-être Lanogarie car il s'était fait appelé Mourcin-Lanogarie en 1805 et il connaissait très bien le pays.
À la mort de son père, il n'est pas considéré comme un héritier légitime. De la fortune des Mourcin il reste peu de biens, la maison de la rue de l'Eguillery à Périgueux et quelques terres à Razac. La veuve de Jean-Théophile de Mourcin habite au premier étage et les deux sœurs, Honorée et Marie-Marguerite, au second. Elles ont décidé à une date inconnue d'accueillir Joseph de Mourcin et de se charger de son instruction. Il a probablement suivi les cours de l'École centrale de Périgueux dès son ouverture, en 1797, jusqu'en 1803, à 19 ans. Il est ensuite envoyé à Paris pour continuer ses études.
À Paris, il suit des cours de droit. En 1805, il est convoqué à Périgueux par le Conseil de recrutement de la Dordogne mais il est réformé pour faiblesse de constitution. Retourné à Paris, il soutient sa thèse avec succès en 1806. Licencié en droit, il n'a jamais songé à l'utiliser pour se faire avocat.
Il se lance avec passion dans l'étude des langues anciennes, suit les cours du Collège de France. Il suit les cours de grec de Jean-Baptiste Gail et sa connaissance est assez approfondie pour qu'il le charge de la suppléance de ses cours en 1810. Il s'intéresse aussi aux langues romanes, à l'hébreu et à l'arménien sous la direction de Louis-Mathieu Langlès. Il s'est aussi intéressé à d'autres langues, mortes ou vivantes, comme le sanskrit, le chinois, l'allemand, ... et fait des recherches sur les étymologies communes, à regroupes les racines des différentes langues et à trouver une méthode de comparaison. Ces travaux de linguistique l'ont occupé toute sa vie.
Se présentant comme un « helléniste distingué », il signe un contrat en 1812 avec l'éditeur Delalain pour un lexique grec-français qui lui a été payé 900 francs. À l'automne 1812, il vient faire un séjour dans le Périgord. Il y rencontre le comte Wlgrin de Taillefer qui avait réuni en 1804 une soixantaine d'ojets antiques dans un musée situé dans une chapelle de l'ancien collège des jésuites, avant de devenir en 1808 le « musée vésunien » dans il s'est installé dans l'amphithéâtre de Vésone, première amorce de ce qui va devenir le Musée du Périgord. Il va s'enthousiasmer à la visite de cette collection.
En 1813, il est rappelé dans le cadre de la levée de 300 000 hommes pour rétablir la situation militaire. Il adresse une pétition au ministre de l'Intérieur pour être exempté avec l'appui et les signatures de 18 personnalités comme Monge, Gail, Daunou, Sylvestre de Sacy, et les députés de la Dordogne dont Maine de Biran. L'exemption du service militaire est accordée par le décret du 26 février 1814.
L'exemption accordée, il travaille sur l'arménien et une grammaire arménienne, sur des « Notes sur le sanskrit », des « Notes sur la formation des langues romanes » et fait imprimer en 1815 chez Didot « Serments prêtés à Strasbourg en 842 par Charles le Chauve, Louis le Germanique et leurs armées respectives » extraits du manuscrit de Nithard.
Il est alors membre de la « Société royale des antiquaires de France ». En 1816, il en est vice-président et veut présenter au ministre de l'Intérieur un projet de règlement « pour la conservation des antiquités ». Ce projet n'aboutit pas probablement parce que Joseph de Mourcin était reparti s'installer à Périgueux deux ans après la mort de sa belle-mère, à l'automne 1816.

### Carrière administrative à Périgueux
À la mort de sa belle-mère, sa tante aveugle, Marie-Marguerite lui demande de s'occuper de ses affaires. Il loue l'appartement de sa belle-mère, se réservant la possibilité de le reprendre. Il se promène avec le comte de Taillefer et François Jouannet qui venait de montrer l'intérêt des silex taillés trouvés aux environs de Périgueux. Il en profite pour commencer un cabinet de curiosités avec les pointes de flèches, les débris de poteries, les monnaies qu'il trouve.
Il revient à Paris, mais en juin 1818 sa tante en fait son héritier universel dans son testament et lui demande de revenir à Périgueux pour s'occuper de ses intérêts. Il vient donc s'installer au premier étage de la maison du 28 rue Eguillerie. La première fonction qu'il exerce à Périgueux, en 1819, est bénévole : secrétaire administratif du collège. Deux ans plus tard, il est inscrit au tableau des avocats. Il est juge suppléant au tribunal civil de Périgueux du 9 mai 1821 jusqu'au 20 octobre 1831. Il est actif, soit en siégeant à la plupart des audiences, soit en remplçant le juge d'instruction une partie de l'année.
Les Trois Glorieuses lui ont permis de changer de position. Une demande est présentée au préfet de Norvins :« M. de Mourcin, juge suppléant, secrétaire de la société d'agriculture, savant distingué, antiquaire, homme généralement estimé et très capable, propriétaire ». Le 30 octobre 1831, il est nommé conseiller de préfecture de la Dordogne en remplacement de Gilles-Lagrange. Il est installé le 9 novembre et reste à ce poste jusqu'à la révolution de février 1848. Il est alors révoqué par le gouvernement provisoire.

### Disciple du comte Wlgrin de Taillefer
Joseph de Mourcin avait rencontré le comte de Taillefer en 1812 au cours d'une de ses visites à Périgueux et s'était passionné pour ses recherches d'antiquités. Quand il revient s'installer définitivement à Périgueux, ses occupations lui laissent suffisamment de temps libre pour qu'il collabore, avec François Jouannet, à la rédaction du livre qu'avait entrepris le comte de Taillefer : les Antiquités de Vésone cité gauloise remplacée par la ville actuelle de Périgueux 1821, tome 1, 1826, tome 2. C'est surtout dans la rédaction du tome 2 que sa participation a été la plus active, en particulier par les relevés qu'il a faits dans la cathédrale Saint-Front. Le second tome des Antiquités de Vésone dont l'impression était prévue en 1823 n'est sorti qu'en 1826 à cause des lenteurs et du travail méticuleux de relevé de la cathédrale Saint-Front. La description de la cathédrale occupe toute la première partie du 5e livre, soit 275 pages. Comme l'explique le comte de Taillefer dans une lettre :  « Je ne suis rien moins que littérateur, et sans l'aide de MM. Jouannet et Mourcin, cet ouvrage n'aurait peut-être pas été lisible... C'est ce savant helléniste et orientaliste qui est l'auteur de presque tout ce qui regarde le christianisme et entre autres la description de notre basilique de Saint-Front... ».
En 1820, il a fait acheter par sa tante un jardin près de la Cité où on avait trouvé des mosaïques où ont été identifiés les « bains de Campniac » ou thermes Vésone.
Les appréciations sur le caractère et son travail à la préfecture de Joseph de Mourcin exprimées par le préfet Auguste Romieu en 1841 sont très critiques :
- Activité : Activité complètement nulle. Voué au culte exclusif des médailles et de tout ce qui se rapporte à l'archéologie.
- Relations sociales : il ne va pas dans le monde, et le peu de personnes qu'il voit sont, elles-mêmes, sans grandes relations.
- Caractère et conduite privée : Très avare. Sa mère, qui est une ancienne servante, ne se loue pas, dit-on, de ses procédés. On en rit, et on l'aime peu.
- Ambition : il n'en a aucune, si ce n'est de garder sa place.

Ce jugement assez critique ne l'a pas empêché de se faire des amis qui lui sont restés fidèles : l'abbé Pierre Lespine, François Jouannet, Morteyrol-Soulelie, l'architecte
Vauthier et l'abbé François-Georges Audierne et à conserver l'affection du comte Wlgrin de Taillefer.
Avare, il a toujours cherché à acquérir des antiquités en négociant les prix et à essayer de les obtenir gratuitement. Désintéressé, il a collaboré sans compter son temps à l'ouvrage du comte Wlgrin de Taillefer. Il a fait découvrir à ses amis les antiquités du Périgord qu'il ignoraient et qui, en retour, lui signalent celles que ces néophytes découvrent. Il parcourt la Dordogne à la recherche d'antiquités comme le montre ses « Notes de voyage en Périgord (1824-1828) ».
En juillet 1830, sa passion des vieilles pierres va l'amener à demander la sauvegarde du bâtiment du consulat sur la place du Coderc. Il s'en prend aux édiles périgourdins et à leur « manie de détruire ». Peine perdue, il a été détruit et remplacé par la halle du Coderc construite par Louis Catoire.
Ses amis Pierre Lespine et Wlgrin de Taillefer meurent en 1831 et 1833. Le comte de Taillefer confie sa collection d'antiquités à Joseph de Mourcin. Arcisse de Caumont visite sa collection en 1834.

### Secrétaire perpétuel desAnnales agricoles et littéraires de la Dordogne
La Société d'agriculture du département de la Dordogne a été fondée en 1820 à l'initiative du préfet Huchet de Cintré avec pour objectif essentiel de diffuser les méthodes nouvelles d'agriculture. Elle devient en 1823 la Société d'agriculture, sciences et arts du département de la Dordogne mais les préoccupations scientifiques et artistiques sont peu développées.
Mlle de Mourcin, sa tante, meurt le 10 novembre 1829 et ayant fait de Joseph de Mourcin son héritier universel. Il a hérité de la maison de la rue Eguillerie et d'une petite propriété agricole à Atur. Il a été admis dans la Société d'agriculture, sciences et arts de la Dordogne en janvier 1829 et le mois suivant il est nommé secrétaire perpétuel et président du comité de rédaction des Annales de la Société d'agriculture du département de la Dordogne. Il y a rédigé plusieurs articles agricoles, linguistiques et historiques. Il sollicite ses amis pour écrire des articles dans les Annales. Une nouvelle série des Annales de la Société d'agriculture, sciences et arts de la Dordogne commence en 1840. Il a obtenu la collaboration d'Albert de Calvimont, de Sauveroche, de l'avocat Charrière, de Morteyrol, de Gourgues, de l'abbé Audierne, et « enfin, notre maître à tous, le savant M. Jouannet, nous a promis ses conseils ».
Il soutient dès 1831 le projet d'une ferme-école à Sallegourde. Elle est inaugurée le 27 mai 1842, et le préfet, empêché, lui a délégué ses pouvoirs. Il rédige des articles pour faire la promotion de certaines pratiques agricoles dans la Dordogne.

### Musée du Périgord
Le « Musée vésunien » de l'amphithéâtre a été transféré à la chapelle des Pénitents blancs, au sud du cloître de la cathédrale Saint-Front, pour former le « Musée du Périgord » est inauguré le 5 août 1836 : « C'est au zèle et aux talents de MM. Romieu, de Mourcin et l'abbé Audierne qu'on doit la formation de ce musée ». On lui propose et il accepte d'être le directeur de ce musée. Il le reste jusqu'à son décès. Il est d'abord secondé par l'abbé Audierne, puis par le docteur Édouard Galy. Ce dernier a été chargé de classer les objets et d'en rédiger le catalogue.
Le comte de Taillefer a légué sa collection d'antiquités à Joseph de Mourcin, mais pour les transmettre à un musée : « Toutes les antiquités qui se trouveront chez moi à mon décès, soit
médailles, pierres gravées, antiquités gauloises, grecques, romaines ou du Moyen-Age, je les donne et lègue à M. de Mourcin, en le priant instamment que s'il ne peut pas établir ces antiquités et les plus importantes des siennes au Musée qu'on finira par bâtir vis-à-vis la tour de Vésone il les fasse parvenir lui-même avec précaution et sûreté au musée de Paris (sic) en son nom et au mien, au moins celles qui sont gravées dans les planches de mon ouvrage sur nos « Antiquités de Vésone ».
Joseph de Mourcin n'a pas été un généreux donateur de ce musée, contrairement à l'abbé Audierne.
En 1841, il est sérieusement atteint au cours d'une épidémie de suette miliare . Il rédige son testament le 14 septembre. Il fait de son petit-neveu à la mode de Bretagne, Charles de Menou, arrière-petit-fils de Catherine de Mourcin, la demi-sœur de Jean-Théophile de Mourcin, son héritier universel. Parmi les conditions qu'il y pose, il impose d'aménager dans l'appartement de la rue Eguillerie tous les vieux titres, médailles, pierres et autres antiquités que je possède et de mettre sur la porte d'entrée de cet appartement cabinet de M. de Mourcin. Il interdit d'y rien soustraire ou changer, sauf pour l'améliorer, sous peine de payer 20 000 francs de dommages-intérêts à payer à l'hôpital de Périgueux. À l'ouverture du testament, le 22 mai 1856, Charles de Menou est légataire universel, mais il n'a que la nue-propriété des biens. L'usufruit est donné à Marguerite Batailler qui a été sa servante de 1848 à sa mort. Elle a aussi la garde de ses antiquités. Le docteur Galy a protesté auprès de Charles de Menou au sujet des antiquités du comte de Taillefer incluses dans la collection de Joseph de Mourcin qui aurait dû être données au musée du Périgord conformément au testament du comte de Taillefer. Charles de Menou n'a finalement donné qu'un ensemble d'intailles et de pierres gravées. En 1858, les participants du « Congrès archéologique de France » ont visité le « cabinet de M. de Mourcin ».
En 1866, Charles de Menou a fait imprimer un catalogue de la collection de Joseph de Mourcin. En 1868, Marguerite Batailler se marie et abandonne l'usufruit. Charles de Menou meurt. Le 3 septembre 1874, ses deux fils, Élie-Antoine et Pierre-René de Menou, mettent en vente le cabinet de M. de Mourcin. Le docteur Galy avance sur sa fortune 1 215 francs pour acheter 3 000 pièces dont le « diptyque de Rabastens » de 1286. Le British Museum y a acheté des manuscrits.

### Associations
Joseph de Mourcin est membre des associations suivantes d'après son dossier pour la Légion d'honneur :
- Secrétaire perpétuel de la Société d'agriculture, sciences et arts de la Dordorgne,
- Membre de la Société des antiquaires de France (vice-président en 1816),
- Membre de la Société royale des Antiquaires d'Écosse,
- Membre de la Société des Antiquaires d'Inverness,
- Membre de la Société des Antiquaires du Nord,
- Membre de la Société des Antiquaires de Copenhague,
- Correspondant du ministère de l'instruction publique pour les recherches historiques,
- Correspondant de la Société pour la recherche des archives d'Angleterre.

## Distinction
- Chevalier de la Légion d'honneur par l'ordonnance du 30 avril 1844, grâce à l'appui de son ami, M. de Marcillac, devenu préfet de la Dordogne[11]

## Publications
- Ecole de Droit de Paris. Acte public pour la licence soutenu par Joseph-Théophile Mourcin-de-Lanogarie-de-Meymy, Paris, 1806 (lire en ligne)
- Serments prêtés à Strasbourg en 842 par Charles-le-Chauve, Louis-le-Germanique, et leurs armées respectives, Imprimerie de P. Didot l'aîné, Paris, 1815 (lire en ligne)
- Lexique grec-français de tous les mots contenus dans les opuscules suivants : Fables d'Ésope (édit. classique) ; Dialogues des morts (éd. class.) ; le Songe, ou le Coq ; Charon, ou les Contemplateurs ; Timon, ou le Misanthrope ; Vie de Lucien ; Jugement des voyelles ; Isocrate à Démonique ; Éloge d'Évagoras ; Cyropédie, 1er et 2e livres ; Premier livre de l'Iliade ; Selecta loca e vitis Plutarchi ; les Quatre évangélistes : S. Mathieu, S. Marc, S. Jean, S. Luc ; les Actes des apôtres, Imprimerie d'Auguste Delalain, Paris, 1817 (3e édition)[12] (lire en ligne)
- Contributeur des Antiquités de Vésone, cité gauloise remplacée par la ville actuelle de Périgueux du comte Wilgrain de Taillefer, tome 1, 1821, tome 2, 1826.
- « De l'architecture du Moyen Âge et des temps gothiques, de ses divisions et de ses divers dénominations », dans Annales de la Société d'agriculture du département de la Dordogne, 1829, tome 9, p. 217
- « Franchises de la ville de Lalinde en 1267 », dans Annales de la Société d'agriculture du département de la Dordogne, 1835, tome 15, p. 339
- « Notice sur le nom primitif de la ville de Limoges », dans Annales de la Société d'agriculture du département de la Dordogne, 1837, tome 17, p. 249
- Notices sur les monnaies autonomes du Périgord depuis les temps les plus reculés jusqu'à la fin du Moyen Âge,, 1842 (manuscrit)
- Au Conseil général de la Dordogne, Imprimerie Dupont et Cie, Périgueux, 1853 (lire en ligne)
- « De trois lambeaux de parchemin trouvés dans un vieux mur de la cathédrale de Saint-Front », dans Le Chroniqueur du Périgord et du Limousin, 1853, p. 192-193 (lire en ligne) Le texte trouvé a été transmis à Prosper Mérimée qui y a vu un mystère sur le massacre des Innocents.
- Essai sur le mécanisme des langues, ou Précis de linguistique appliqué à plusieurs idiomes et où sont expliqués les vrais principes de la formation des langues avec ceux de leurs étymologies et l'origine de l'alphabet, 1856[13]
- « Notes de voyage en Périgord (1824-1828) », dans Bulletin de la Société historique et archéologique du Périgord, 1877, tome 4, p. 65-68, 146-148, 206-212, 446-448, 1879, tome 6, p. 87-88, 180, 369-372, 434-436, 510-512, 1880, tome 7, p. 253-256, 422-424, 507-508, 1881, tome 8, p. 95-96, 178-180, 276, 378-380
- « Méthode pour copier exactement les inscriptions par M. de Mourcin », dans Bulletin de la Société historique et archéologique du Périgord, 1875, tome 2, p. 189-191 (lire en ligne)

Secrétaire perpétuel des Annales de la Société d'agriculture du département de la Dordogne, il y a écrit plusieurs articles.